# Sofia Corban
Sofia Corban-Banovici (Drăgănești-Vlașca 1 augustus 1956) is een Roemeens voormalig roeister.
Corban won op de wereldkampioenschappen drie bronzen medailles in de dubbel-vier-met-stuurvrouw. Bij Corban haar olympische debuut in 1980 behaalde ze de vierde plaats in de dubbel-vier-met-stuurvrouw. Vier jaar later in het Amerikaanse Los Angeles won Corban met de Roemeense dubbel-vier-met-stuurvrouw de gouden medaille.

## Resultaten

### Olympische Zomerspelen
| Jaar | Plaats      | Resultaten                          |
| ---- | ----------- | ----------------------------------- |
| 1980 | Moskou      | 4e in de dubbel-vier-met-stuurvrouw |
| 1984 | Los Angeles | in de dubbel-vier-met-stuurvrouw    |

### Wereldkampioenschappen roeien
| Jaar | Plaats    | Resultaten                          |
| ---- | --------- | ----------------------------------- |
| 1978 | Cambridge | 6e in de dubbel-vier-met-stuurvrouw |
| 1979 | Bled      | in de dubbel-vier-met-stuurvrouw    |
| 1981 | München   | in de dubbel-vier-met-stuurvrouw    |
| 1982 | Luzern    | in de dubbel-vier-met-stuurvrouw    |
| 1983 | Duisburg  | 4e in de dubbel-vier-met-stuurvrouw |

1976: Anke Borchmann & Jutta Lau & Viola Poley & Roswietha Zobelt & Liane Weigelt ·
1980: Sybille Reinhardt & Jutta Ploch & Jutta Lau & Roswietha Zobelt & Liane Buhr·
1984: Maricica Țăran & Anișoara Sorohan & Ioana Badea & Sofia Corban & Ecaterina Oancia